# Arapongas
Arapongas, amtlich portugiesisch Município de Arapongas, ist eine Stadt im brasilianischen Bundesstaat Paraná der Região Sul, ungefähr 390 km von dessen Hauptstadt Curitiba entfernt. Sie hatte im Jahr 2021 zum 1. Juli geschätzt 126.545 Einwohner (Araponguenser), die auf einer Gemeindefläche von rund 382,2 km² leben. Sie ist Teil der Metropolregion Londrina.

## Geographie und Klima

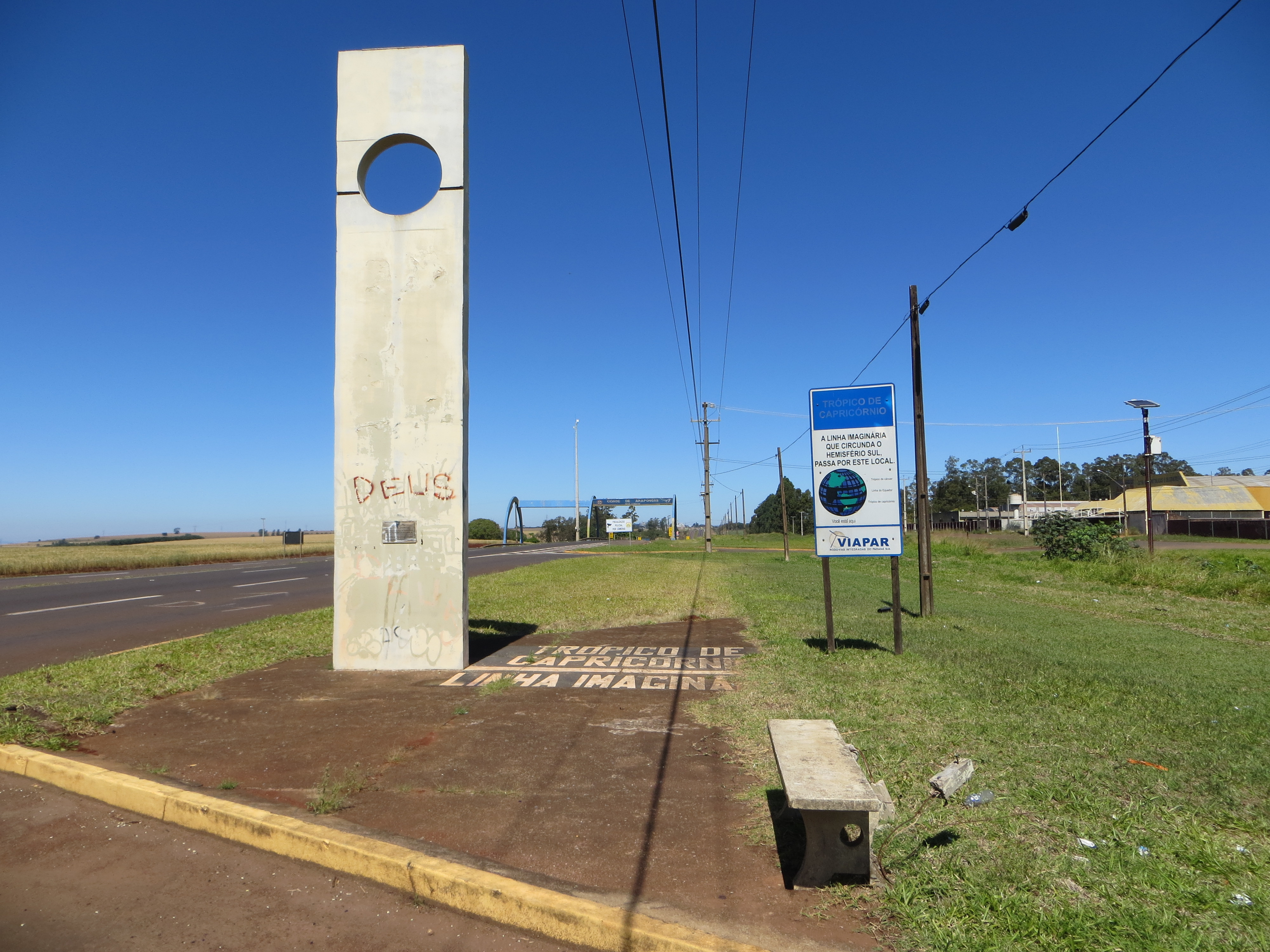
Südlicher Wendekreis an der BR-369

Arapongas liegt direkt unter dem südlichen Wendekreis des Steinbocks in einer flachen, nur von sanften Höhen unterbrochenen Umgebung. Die Gemeinde liegt auf dem Terceiro Planalto Paranaense (der Dritten oder Guarapuava-Hochebene von Paraná) auf einer Höhe von 816 Metern.
Umliegende Gemeinden sind Rolândia, Apucarana, Londrina und Sabáudia.
Die das Stadtgebiet durchziehenden Flüsschen und Bäche ohne überörtliche Bedeutung entwässern allesamt zum Rio Paraná.
Das Klima wird durch heiße, feuchte Sommer sowie kühlere und trockenere Winter mit vereinzelten Frösten im Juni und Juli bestimmt, nach der Köppen-Geiger-Klassifikation als Cfa bezeichnet.
Das vorherrschende Biom ist Mata Atlântica.

## Geschichte
Die Besiedlung des Hinterlandes von Paraná war ein Kolonisierungsprojekt der Companhia de Terras do Norte do Paraná (CTNP), aus der die Companhia Melhoramentos Norte do Paraná (CMNP) entstand, sie hatte dort 61 Städte gründen können und verkaufte zahlreiche Siedlungsgrundstücke. Später wurde das Gebiet durch die Eisenbahnlinie der Companhia Ferroviária São Paulo-Paraná erschlossen. Als erster Grundstückskäufer in Arapongas wird für 1935 der französische Kaufmann René Cellot genannt.
Claude Lévi-Strauss erwähnt die Stadt in seinem Buch Traurige Tropen. Er hatte sie im Jahre 1935 besucht, als sie gerade gegründet worden war und erst einen Einwohner hatte.
Neben dem Siedlungskern hatten sich durch slawische (Ukrainer) und japanische Einwanderer die Kolonien Esperança und Orle gebildet. Die Kernsiedlung besaß 1945 bereits 600 Häuser.
Das Territorium unterstand bis 1943 dem Munizip Londrina, dann wurde Rolândia aus Londrina ausgegliedert, zu dem es bis zur nächsten Gebietsreform gehörte. Am 10. Oktober 1947 wurde Arapongas aus Rolândia ausgegliedert und erhielt den Status eines Munizips. Die vielen Einwohner, die früher zu Rolândia gehörten, trugen  schlagartig zum Bevölkerungswachstum bei. Es hatte zu dem Zeitpunkt eine Gemeindefläche von 2007 km². Die Estrada de Ferro São Paulo-Paraná brachte weiteren Fortschritt. Administrativ war die Gemeinde in drei Bezirke aufgeteilt worden: den Hauptbezirk Arapongas, den Distrito de Astorga und den Distrito de Sabáudia. Beide wurden selbständige Städte, zunächst am 14. November 1951 Astorga, es folgte am 26. November 1954 Sabáudia. Seither besteht Arapongos aus einem Gesamtdistrikt. Die Gemeinde entwickelte sich rasch, nach dem Einbruch des Kaffeeanbaus in den 1970er Jahren setzte eine Landflucht ein, das urbane Arapongas wuchs, in dem 2010 bereits über 97 % der Bevölkerung lebten. Die Wirtschaft verlegte sich auf die Produktion von Billigmöbeln und konnte so mit den umliegenden Gemeinden mithalten. Sie verfügt über mehrere Industrieparks.
Sie trägt den Städtespitznamen Stadt der Vögel (Cidade dos Pássaros), Araponga stammt aus dem Tupi-Guarani und ist der Name einer Schmuckvögelart. Drei Vögel sind im Stadtwappen und der Stadtflagge symbolisiert.

## Kommunalverwaltung
Die Exekutive liegt bei dem Stadtpräfekten (Bürgermeister). Bei der Kommunalwahl 2016 wurde Sérgio Onofre da Silva des Partido Social Cristão (PSC) zum Stadtpräfekten für die Amtszeit von 2017 bis 2020 gewählt. Er wurde bei der Kommunalwahl 2020 für die Amtszeit von 2021 bis 2024 wiedergewählt.
Der erste gewählte Bürgermeister João Cernichiaro konnte sein Amt am 22. Juli 1951 antreten.
Die Legislative liegt bei einem Stadtrat, den vereadores der Câmara Municipal.

## Bevölkerungsentwicklung
| Jahr | Einwohner | Stadt   | Land   |
| --- | --------- | ------- | ------ |
| 1950 | 58.488    | 15.760  | 16.857 |
| 1960* | 38.067    | 21.210  | 44.278 |
| 1970 | 51.210    | 36.553  | 14.657 |
| 1980 | 54.670    | 48.211  | 6.458  |
| 1991 | 64.556    | 60.025  | 4.531  |
| 2000 | 85.428    | 81.790  | 3.638  |
| 2010 | 104.150   | 101.851 | 2.299  |
| 2021 | 126.545   | ?       | ?      |
| Die zur Anzeige dieser Grafik verwendete Erweiterung wurde dauerhaft deaktiviert. Wir arbeiten aktuell daran, diese und weitere betroffene Grafiken auf ein neues Format umzustellen. (Mehr dazu) |           |         |        |

Quelle: IBGE (2011)
Anm. *: Gebietsreformen

## Ethnische Zusammensetzung
Ethnische Gruppen nach der statistischen Einteilung des IBGE (Stand 2000 mit 85.428, Stand 2010 mit 104.150 Einwohnern):
| Gruppe      | Anteil 2000 | Anteil 2010 | Anmerkung                        |
| ----------- | ----------- | ----------- | -------------------------------- |
| Brancos     | 65.534      | ▲ 78.772    | Weiße, Nachfahren von Europäern  |
| Pardos      | 15.914      | ▲ 20.826    | Mischrassige, Mulatten, Mestizen |
| Pretos      | 1.800       | ▲ 3.043     | Schwarze                         |
| Amarelos    | 1.787       | ▼ 1.409     | Asiaten                          |
| Indígenas   | 104         | ▼ 100       | indigene Bevölkerung             |
| ohne Angabe | 288         | –           |                                  |

## Durchschnittseinkommen und Lebensstandard
Das monatliche Durchschnittseinkommen betrug 2017 den Faktor 2,3 des brasilianischen Mindestlohns (Salário mínimo) von R$ 880,00 (Einkommen umgerechnet für 2019: rund 458 € monatlich). Der Index der menschlichen Entwicklung (HDI) ist mit 0,748 für 2010 als hoch eingestuft.
2017 waren 40.243 Personen oder 34 % der Bevölkerung als fest im Arbeitsverhältnis stehend gemeldet, 27,1 % der Bevölkerung hatten 2010 ein Einkommen von der Hälfte des Minimallohns.
Das Bruttosozialprodukt pro Kopf betrug 2016 34.462,70 R$, das Bruttosozialprodukt der Gemeinde belief sich 2016 auf 4.030.757,91 × Tsd. R$. Damit stand Arapongas an 14. Stelle der Wirtschaftskraft der 399 Munizipien des Bundesstaates und an 221. Stelle der 5570 Munizipien Brasiliens.

## Bildung

### Hochschulbildung
Arapongas verfügt über eine öffentliche und vier private Hochschulbildungseinrichtungen:
- Universidade Aberta do Brasil (UAB)
- Universidade Norte do Paraná (Unopar)[11]
- Centro Universitário de Maringá (Cesumar)
- Universidade Paranaense (Unipar)[12]
- Faculdade Rhema Educação (Grupo Rhema Educação)

### Analphabetenquote
Arapongas hatte 1991 eine Analphabetenquote von 17,2 % (inklusive nicht abgeschlossener Grundschulbildung), die sich bei der Volkszählung 2010 bereits auf 6,3 % reduziert hatte. Rund 21,1 % der Bevölkerung waren 2010 Kinder und Jugendliche bis 15 Jahre.

## Kultur
Der ursprüngliche Ort der Erstansiedlung wird als historisches Zentrum bezeichnet (Centro Histórico). Die Stadt verfügt über das regionalgeschichtliche Museu de Arte e História de Arapongas (MAHRA), es ist im ehemaligen Gebäude der Stadtverwaltung untergebracht.

## Sport
In Arapongas liegt das Stadion Estádio Municipal José Luís Chiapin für 10.440 Zuschauer, auch bekannt als Estádio dos Pássaros. Die Fußballvereine  Arapongas EC und Grêmio Esportivo Araponguense spielen in einer der Ligen der Staatsmeisterschaft von Paraná.

## Verkehrsanbindung

### Straße
| Straßenverbindungen |                                            |
| PR-218              | Von Sabáudia nach Arapongas                |
| BR-369              | Von Apucarana über Arapongas nach Londrina |
| PR-444              | Von Arapongas nach Mandaguari              |

### Fluganbindung
Arapongas verfügt über den eigenen kleinen Flughafen Arapongas (Aeroporto Alberto Bertelli, IATA: APX – ICAO: SSOG). Er liegt 5 km nordwestlich des Stadtzentrums.

## Söhne der Stadt
- Marcos Mazzaron (* 1963), Radrennfahrer
- Luciano Pagliarini (* 1978), Radfahrer
- Roger Carvalho (* 1986), Fußballspieler
- Mateus Paraná (* 1987), Fußballspieler
- Cristian da Rosa (* 1987), Radrennfahrer
- Víctor Hugo Mateus Golas (* 1990), Fußballtorhüter